# Morro Carrizo
Morro Carrizo är en bergstopp i Antarktis. Den ligger i Västantarktis. Argentina, Chile och Storbritannien gör anspråk på området. Toppen på Morro Carrizo är 120 meter över havet.
Terrängen runt Morro Carrizo är kuperad åt sydväst, men åt nordost är den platt. Havet är nära Morro Carrizo åt nordost. Trakten är obefolkad. Det finns inga samhällen i närheten.